# Associazione Calcio Mantova 1924-1925
Questa pagina raccoglie i dati riguardanti l'Associazione Calcio Mantova nelle competizioni ufficiali della stagione 1924-1925.

## Stagione
Nella stagione 1924-1925 il Mantova disputa il girone B del campionato di Prima Divisione Nord, con 19 punti si è classificato all'undicesimo posto e per salvarsi ha dovuto giocare e vincere lo spareggio con la Spal (3-1) a Milano il 30 agosto 1925. La squadra virgiliana è allenata dal tecnico Guglielmo Reggiani. Il torneo è stato vinto dal Bologna con 34 punti che accede alla fase finale per lo scudetto, trofeo che la squadra felsinea vincerà per la prima volta, superando nella doppia finale l'Alba Roma. Retrocedono il Derthona e la Spal che ha perso lo spareggio con i virgiliani. Migliori marcatori di stagione virgiliani sono stati Arnaldo Prosperi con 10 reti, Giorgio Agostinelli con 9 reti e Carlo Barbieri con 7 reti, compresa la doppietta firmata nello spareggio di Milano contro la Spal.

## Rosa
| N. |                   | Ruolo | Calciatore          |
| -- | ----------------- | ----- | ------------------- |
|    | Italia (bandiera) | A     | Giorgio Agostinelli |
|    | Italia (bandiera) | D     | Enghel Barbieri     |
|    | Italia (bandiera) | A     | Carlo Barbieri      |
|    | Italia (bandiera) | C     | Lamberto Bodini     |
|    | Italia (bandiera) | A     | Ferruccio Francia   |
|    | Italia (bandiera) | D     | Carlo Ghirelli      |
|    | Italia (bandiera) | D     | Giuseppe Grigoli    |
|    | Italia (bandiera) | D     | Luigi Manini        |
|    | Italia (bandiera) | A     | Giorgio Masè        |

| N. |                   | Ruolo | Calciatore               |
| -- | ----------------- | ----- | ------------------------ |
|    | Italia (bandiera) | P     | Romano Mattinzoli        |
|    | Italia (bandiera) | D     | Pietro Negri             |
|    | Italia (bandiera) | C     | Andrea Preuss            |
|    | Italia (bandiera) | C     | Arnaldo Prosperi (III)   |
|    | Italia (bandiera) | C     | Dante Prosperi (I)       |
|    | Italia (bandiera) | C     | Ildebrando Prosperi (II) |
|    | Italia (bandiera) | P     | Attilio Rizzi            |
|    | Italia (bandiera) | D     | Carlo Venturini          |
|    | Italia (bandiera) | C     | Nino Vidotto             |

## Risultati

### Prima Divisione

#### Girone di andata
| Arbitro: | Norinelli (Verona) |

|                 |           |                |
| Agostinelli 35’ | Marcatori | 71’ G. Ferrari |

| Arbitro: | Musso (Torino) |

|                                       |           |                                                 |
| S. Rosso 32’, 43’, 44’, 70’ Villa 53’ | Marcatori | 25’ Agostinelli 75’ I. Prosperi 83’ C. Barbieri |

| Arbitro: | Zannini (Vicenza) |

|                 |           |             |
| A. Prosperi 21’ | Marcatori | 18’ Toselli |

| Arbitro: | Pinasco (Sestri Ponente) |

|                                          |           |          |
| Reynaudi 2’ Fehér 15’ (rig.) Carrera 75’ | Marcatori | 70’ Masè |

| Arbitro: | Gera (Torino) |

|  |           |             |
|  | Marcatori | 72’ Pastore |

| Arbitro: | Bonello (Venezia) |

|                                                  |           |                    |
| Agostinelli 41’ A. Prosperi 48’, 53’ Vidotto 54’ | Marcatori | 16’, 90’ Ostromann |

| Arbitro: | Gasparini (Dolo) |

|                                      |           |            |
| I. Preti 5’, 51’ Banchero 65’ (rig.) | Marcatori | 18’ Preuss |

| Arbitro: | Ferro (Milano) |

|                                                                         |           |  |
| E. Barbieri 11’ (aut.) Della Valle 60’ Pozzi 67’ Muzzioli 71’ Perin 81’ | Marcatori |  |

| Arbitro: | Barnabò (Milano) |

|                                 |           |              |
| A. Prosperi 30’ C. Barbieri 54’ | Marcatori | 42’ Vecchina |

| Arbitro: | Montessoro (Torino) |

|                                     |           |                 |
| Cusano 14’ M. Viviani 36’ Poggi 46’ | Marcatori | 75’ Agostinelli |

| Arbitro: | Majani (Torino) |

|                                                     |           |                     |
| Preuss 2’, 86’ A. Prosperi 30’, 46’ I. Prosperi 59’ | Marcatori | 82’ (rig.) Gaviglio |

| 4 gennaio 1925 12ª giornata |  | – Turno riposo del Mantova |  |  |

| Arbitro: | Livraghi (Milano) |

|                                             |           |                 |
| Silvestri 25’, 75’ Magnozzi 80’ Paolini 85’ | Marcatori | 65’ Agostinelli |

#### Girone di ritorno
| Arbitro: | Sanguineti (Genova) |

|                                                                         |           |                 |
| Baloncieri 23’, 30’ C. Gariglio 24’ R. Cattaneo 59’, 75’ G. Ferrari 72’ | Marcatori | 14’ Agostinelli |

| Arbitro: | Bonello (Venezia) |

|                                                 |           |                    |
| Ghirelli 49’ (rig.), rig.’ Agostinelli 55’, 82’ | Marcatori | 32’, 88’ Ardissone |

| Arbitro: | Merani (La Spezia) |

|                                          |           |                 |
| Bodrato 26’ Toselli 33’ Scevola 79’, 89’ | Marcatori | 37’ C. Barbieri |

| Arbitro: | Sessa (Milano) |

|  |           |             |
|  | Marcatori | 18’ Marucco |

| Arbitro: | G.Crivelli (Milano) |

|                               |           |  |
| Munerati 49’, 52’ Rosetta 80’ | Marcatori |  |

| Arbitro: | Salvagno (Venezia) |

|                              |           |             |
| Savelli 42’ Santagostino 71’ | Marcatori | 61’ Francia |

| Arbitro: | G.Crivelli (Milano) |

|                                                                 |           |  |
| I. Prosperi 24’ Agostinelli 43’ C. Barbieri 63’ A. Prosperi 76’ | Marcatori |  |

| Verona 5 aprile 1925 21ª giornata | Mantova              | 0 – 0 | Bologna | Campo di Borgo Venezia\| Arbitro: \| Bortoletti (Venezia) \| |
| Arbitro:                          | Bortoletti (Venezia) |       |         |                                                              |

| Arbitro: | Franciosini (Modena) |

|               |           |                            |
| A. Busini 46’ | Marcatori | 33’ C. Barbieri 80’ Preuss |

| Arbitro: | Guarnieri (Milano) |

|                 |           |  |
| A. Prosperi 42’ | Marcatori |  |

| Arbitro: | Sanguineti (Genova) |

|                              |           |  |
| Gianelli 37’, 45’ Crotti 77’ | Marcatori |  |

| 3 maggio 1925 25ª giornata |  | – Turno di riposo Mantova |  |  |

| Arbitro: | Montessoro (Torino) |

|                                                 |           |  |
| A. Prosperi 18’, 79’ Preuss 28’ I. Prosperi 77’ | Marcatori |  |

### Qualificazione alla Prima Divisione
| Arbitro: | Vagge (Genova) |

|                                   |           |              |
| Preuss 12’ C. Barbieri 100’, 109’ | Marcatori | 62’ I. Preti |

## Statistiche

### Statistiche di squadra
| Competizione    | Punti | In casa | In casa | In casa | In casa | In casa | In casa | In trasferta | In trasferta | In trasferta | In trasferta | In trasferta | In trasferta | Totale | Totale | Totale | Totale | Totale | Totale | DR  |
| Competizione    | Punti | G       | V       | N       | P       | Gf      | Gs      | G            | V            | N            | P            | Gf           | Gs           | G      | V      | N      | P      | Gf     | Gs     | DR  |
| --------------- | ----- | ------- | ------- | ------- | ------- | ------- | ------- | ------------ | ------------ | ------------ | ------------ | ------------ | ------------ | ------ | ------ | ------ | ------ | ------ | ------ | --- |
| Prima Divisione | 19    | 12      | 7       | 3       | 2       | 26      | 10      | 12           | 1            | 0            | 11           | 12           | 43           | 24     | 8      | 3      | 13     | 38     | 53     | -15 |

### Statistiche dei giocatori
| Giocatore         | Prima Divisione | Prima Divisione |
| Giocatore         | Presenze        | Reti            |
| ----------------- | --------------- | --------------- |
| G. Agostinelli    | 20              | 9               |
| E. Barbieri (II)  | 22              | 0               |
| C. Barbieri (III) | 24              | 5               |
| L. Bodini         | 23              | 0               |
| F. Francia        | 9               | 1               |
| C. Ghirelli       | 23              | 2               |
| G. Grigoli        | 18              | 0               |
| L. Manini         | 2               | 0               |
| G. Masè           | 5               | 1               |
| R. Mattinzoli     | 18              | -38             |
| P. Negri          | 14              | 0               |
| A. Preuss         | 15              | 5               |
| D. Prosperi (I)   | 3               | 0               |
| I. Prosperi (II)  | 20              | 4               |
| A. Prosperi (III) | 24              | 10              |
| A. Rizzi          | 6               | -15             |
| C. Venturini      | 14              | 0               |
| N. Vidotto        | 4               | 1               |